# Năm tác động của Porter
Năm tác động của Porter là một mô hình được tạo ra bởi Micheal E.Porter vào năm 1979. Ông là một giáo sư của đại học Harvard dạy về chiến lược kinh doanh.
Mô hình 5 áp lực cạnh tranh là một nội dung quan trọng của môn quản trị chiến lược. Đây cũng là một trong số các nội dung hay, có tính thực tiễn cao nhất được nhiều bạn lựa chọn làm đề tài cho bài tiểu luận Quản trị chiến lược. Mô hình 5 áp lực cạnh tranh (Porter's Five Forces) của Michael Porter là mô hình phân tích chiến lược giúp phân tích một số lực lượng quan trọng ảnh hưởng đến mức độ cạnh tranh trong một ngành.Mô hình này đã được xuất bản trong cuốn sách "Competitive Strategy: Techniques for Analyzing Industries and Competitors" (Tạm dịch: Chiến lược cạnh tranh: Kỹ thuật phân tích ngành và đối thủ cạnh tranh) của Michael E. Porter năm 1980. 
Theo đó, mô hình 5 áp lực cạnh tranh của Michael Porter được xây dựng trên giả thiết rằng sẽ có 5 lực lượng môi trường ngành ảnh hưởng đến sự phát triển, mức độ cạnh tranh, sức hấp dẫn và lợi nhuận của một ngành hoặc thị trường. Từ đó giúp cho nhà quản trị chiến lược nắm được vị trí của công ty, doanh nghiệp mình đang đứng và định hướng chiến lược để đạt được vị trí mà công ty muốn đạt được trong tương lai.

## Sự cạnh tranh trong ngành
Đối thủ cạnh tranh hiện tại là những cá nhân, công ty doanh nghiệp cùng sản xuất một chủng loại sản phẩm, đang phục vụ cùng một phân khúc khách hàng mục tiêu và cùng thỏa mãn một nhu cầu của khách hàng. Lực lượng này là yếu tố chính quyết định mức độ cạnh tranh và lợi nhuận của một ngành. Khi nhu cầu của thị trường tăng cao, các công ty phải cạnh tranh mạnh mẽ để giành thị phần, mở rộng thị trường dẫn đến lợi nhuận thấp. Sự cạnh tranh giữa các đối thủ cạnh tranh rất gay gắt khi:
- Có nhiều đối thủ cạnh tranh
- Rào cản rút lui tăng
- Sản phẩm không có sự khác biệt, dễ dàng thay thế
- Đối thủ cạnh tranh “ngang sức” với nhau
- Lòng trung thành của khách hàng thấp

## Đối thủ cạnh tranh tiềm năng
Đối thủ cạnh tranh tiềm năng là những cá nhân, công ty, doanh nghiệp chưa cạnh tranh trong cùng ngành nhưng có khả năng sẽ gia nhập ngành khi có cơ hội. Đây cũng là một trong những mối đe dọa lớn đối với các doanh nghiệp. Nếu một ngành có lợi nhuận cao và không có rào cản tham gia, sự cạnh tranh sẽ sớm gia tăng khi các đối thủ cạnh tranh tiềm ẩn nhận thấy lợi nhuận từ ngành đó. “Mối đe dọa” từ đối thủ cạnh tranh tiềm năng sẽ tăng cao khi:
- Lượng vốn phải bỏ ra để tham gia vào thị trường thấp
- Các công ty hiện tại không có bằng sáng chế, nhãn hiệu hoặc không tạo được uy tín thương hiệu
- Không có quy định của chính phủ
- Chi phí chuyển đổi khách hàng thấp (không tốn nhiều tiền cho một công ty chuyển sang các ngành khác)
- Lòng trung thành của khách hàng thấp
- Sản phẩm gần giống nhau

Để ngăn chặn các đối thủ cạnh tranh tiềm ẩn này, các doanh nghiệp trong ngành hiện tại thường có các rào cản cản trở sự gia nhập ngành như:
- Chiếm ưu thế về chi phí bao gồm chi phí công nghệ, nguồn nhân lực, nguyên vật liệu…Khi doanh nghiệp chiếm ưu thế về chi phí thì giá thành sản phẩm cũng giảm. Với một sản phẩm cùng thỏa mãn một nhu cầu của khách hàng, khi giá thành của công ty, doanh nghiệp mình thấp hơn thì mức độ cạnh tranh với đối thủ cũng sẽ cao hơn.
- Khác biệt hóa sản phẩm: Đó có thể là sự khác biệt về chất lượng, mẫu mã, bao bì sản phẩm…
- Lợi dụng ưu thế về quy mô để giảm chi phí trên một đơn vị sản phẩm
- Duy trì và củng cố các kênh phân phối hiện tại đồng thời mở rộng kênh phân phối để chiếm lĩnh thị trường.

## Quyền thương lượng của nhà cung ứng
Nhà cung ứng là các tổ chức hoặc cá nhân tham gia cung ứng hàng hóa hoặc dịch vụ trên thị trường. Nhà cung ứng có thể gây áp lực cho các công ty, doanh nghiệp thông qua việc: tăng giá sản phẩm dịch vụ, giảm chất lượng hàng hóa cung cấp, giao hàng không đúng thời gian và địa điểm quy định… Những điều đó ảnh hưởng trực tiếp đến giá cả cũng như chất lượng sản phẩm đầu ra đồng thời tác động đến khả năng cạnh tranh của doanh nghiệp. Các nhà cung cấp có khả năng “áp đảo” các doanh nghiệp, công ty khi:
- Có ít nhà cung cấp nhưng có nhiều người mua
- Các nhà cung cấp lớn và đang thực thi “chiến lược hội nhập về phía trước”
- Không có (ít) nguyên liệu thay thế
- Các nhà cung cấp nắm giữ nguồn lực khan hiếm
- Chi phí chuyển đổi nguyên liệu rất cao

## Quyền thương lượng của khách hàng
Khách hàng được đề cập ở đây là người tiêu dùng cuối cùng, nhà phân phối hoặc nhà mua công nghiệp. Chúng ta vẫn thường nghe rằng “khách hàng là thượng đế”. Đúng vậy, mỗi một công ty doanh nghiệp muốn thành công họ luôn phải cố gắng để phục vụ tốt nhất nhu cầu của khách hàng. Khách hàng tác động trực tiếp đến khả năng cạnh tranh của doanh nghiệp khi yêu cầu doanh nghiệp cung cấp sản phẩm với giá thấp hơn hoặc sản phẩm chất lượng và dịch vụ tốt hơn… Khách hàng có khả năng “mặc cả” cao khi:
- Khách hàng mua với số lượng lớn
- Chỉ tồn tại vài người mua
- Chi phí chuyển đổi sang nhà cung cấp khác thấp
- Người mua nhạy cảm về giá
- Có nhiều sản phẩm, công ty thay thế khác

## Sự đe dọa đến từ sản phẩm thay thế
Sản phẩm thay thế là hàng hóa, dịch vụ có thể thay thế các loại hàng hóa, dịch vụ khác có sự tương đồng về giá trị lợi ích, công dụng. Đặc biệt, những sản phẩm thay thế thường có tính năng, công dụng đa dạng, chất lượng tốt hơn mà giá cả lại cạnh tranh bởi lẽ sản phẩm thay thế là kết quả của những cải tiến về công nghệ. Vì vậy mà sự xuất hiện của các sản phẩm thay thế sẽ làm giảm số lượng sản phẩm tiêu thụ được, giá thành từ đó làm giảm lợi nhuận của doanh nghiệp, thậm chí nguy hiểm hơn nó có thể xóa bỏ hoàn toàn các hàng hóa, dịch vụ hiện tại.
Sản phẩm thay thế có thể làm hạn chế mức độ tăng trưởng, làm giảm lợi nhuận thu được của ngành.

Chính vì vậy, để hạn chế sự ảnh hưởng của sản phẩm thay thế đến các hàng hóa, dịch vụ hiện tại, các doanh nghiệp cần đưa ra các chiến lược kinh doanh hợp lý, cải tiến công nghệ để giảm giá thành đồng thời nâng cao chất lượng sản phẩm, thỏa mãn ngày càng tốt hơn nhu cầu của khách hàng.